# Komunikacja miejska w Rybniku
Początki komunikacji miejskiej sięgają 1995 roku kiedy to Rada Miasta Rybnika podjęła uchwałę o wystąpieniu z Międzygminnego Związku Komunikacyjnego w Jastrzębiu Zdroju i utworzeniu własnej jednostki zajmującej się całościowo sprawami związanymi z funkcjonowaniem transportu zbiorowego.
Rezygnując z niewystarczającego sytemu organizacji utworzono w Rybnickich Służbach Komunalnych pionierską na skalę kraju Służbę Transportu Zbiorowego, przejęła ona komunikację na terenie Miasta Rybnika i Gminy Jejkowice prowadząc 22 linie autobusowe obsługiwane przez PST Transgór oraz PKS Rybnik.
W następnych latach teren działania STZ zaczął się powiększać w związku z zawieraniem przez kolejne Gminy porozumień komunalnych z Miastem Rybnik w sprawie organizacji lokalnego transportu zbiorowego. Do znacząco poprawiających komunikacje w regionie można zaliczyć porozumienia zawarte z: Gaszowicami w 1996 r., Kuźnią Raciborską - 1999 r., Marklowicami - 2000 r.,  Radlinem - 2000 r., Rydułtowami - 2001 r., Pszowem - 2001r.
Od dnia 1 stycznia 2000 roku decyzją Rady Miasta Rybnika STZ wyłączono ze struktur RSK i utworzono samodzielny zakład budżetowy pod nazwą Zarząd Transportu Zbiorowego w Rybniku
Od czerwca 2002 roku siedziba ZTZ znajduje się w budynku Dworca Komunikacji Miejskiej przy ulicy Budowlanych 6 w Rybniku.
W dniu 17.11.2006 r. w organizowanej przez nas komunikacji został skasowany ostatni bilet papierowy, od dnia 18.11.2007 roku funkcjonuje w ramach Elektronicznej Karty Miejskiej System Elektronicznego Poboru Opłat.
W wyniku przeprowadzonych postępowań w trybie przetargów nieograniczonych ZTZ podpisał umowy na aktualnie wykonywane zadnia z następującymi przewoźnikami:
PST Transgór
KŁOSOK Spółka z ograniczoną odpowiedzialnością Sp. k.
Firma Przewozowa „MIKRUS” S.C. Irena Matysek Stanisław Matysek
W dniu 1 maja 2022 r. powierzone zostały spółce miejskiej Komunikacja Miejska Rybnik Sp. z o.o. zadania z zakresu lokalnego transportu zbiorowego wykonywane do tej pory przez Zarząd Transportu Zbiorowego.

## Linie
| Linia | Trasa |
| ----- | --- |
| 1     | Jejkowice – Dworzec KM – Plac Wolności – Sąd – Smolna – Zamysłów – Wrzosy – Niedobczyce – Niewiadom – Radlin Korfantego KWK Marcel |
| 2     | Dworzec KM – Bazylika – Sąd – Smolna – Zamysłów – Niedobczyce – KWK Marcel – Marklowice Słoneczna Wyspa |
| 3     | Orzepowice Borki – Szpital – Dworzec KM – Plac Wolności – Sąd – Smolna – Zamysłów – Niedobczyce – Radlin Korfantego KWK Marcel |
| 4     | Dworzec KM – Plac Wolności – Smolna – Zamysłów – Niedobczyce – Niewiadom – Nowiny – Dworzec PKP – Plac Wolności – Dworzec KM |
| 5     | Dworzec KM – Plac Wolności – Zamysłów – Niedobczyce – Popielów – Radziejów – Chwałowice – Meksyk – Dworzec PKP – Plac Wolności – Dworzec KM |
| 6     | Dworzec KM – Orzepowice – Wawok – Plac Wolności – Sąd – Smolna – Zamysłów – Popielów – Rymer -Niedobczyce – Radlin Korfantego KWK Marcel |
| 7     | WARIANT I – Kąpielisko Ruda – Wawok – Sąd – Smolna – Zamysłów – Wrzosy – Zamysłów PWiK – Niewiadom – Buzowice Skrzyżowanie WARIANT II – Kąpielisko Ruda – Wawok – Sąd – Smolna – Zamysłów – Wrzosy – Zamysłów PWiK – Niewiadom – Buzowice – Szczerbice – Szczerbice Straż |
| 8     | WARIANT I – Plac Wolności – Smolna – Zamysłów – Niedobczyce – Popielów – Biertułtowy – Radlin – Rydułtowy Rynek WARIANT II – Plac Wolności – Smolna – Zamysłów – Niedobczyce – Popielów – Biertułtowy – Głożyny – Rydułtowy Rynek                                         |
| 9     | Dworzec KM – Plac Wolności – Sąd – Sławików – Nowiny – Niewiadom – Niedobczyce – Zamysłów – Smolna – Dworzec PKP – Plac Wolności – Dworzec KM |
| 10    | Dworzec KM – Bazylika – Smolna – Nowiny – Niewiadom – Rydułtowy – Pszów D.A. |
| 12    | Chwałowice Pętla - Dworzec Kolejowy - Plac Wolności - Wielopole - Word - Kuźnia - Orzepowice Szpital - Wawok - Plac Wolności - Chwałowice Pętla |
| 13    | Boguszowice Pętla – Świerklany – Jankowice – Chwałowice – Meksyk – Dworzec PKP – Plac Wolności – Wielopole – Golejów – Ochojec – Golejów – Grabownia Olszowiec |
| 14    | Dworzec KM – Dworzec Kolejowy - Plac Wolności – Wielopole – Golejów – Ochojec – Golejów – Wielopole – Plac Wolności – Smolna – Dworzec KM |
| 15    | Chwałowice Pętla – Plac Wolności – Wyzwolenia – Paruszowiec – Piaski – Ligocka Kuźnia – Gotartowice – Boguszowice Sztolniowa – Boguszowice Pętla |
| 16    | Dworzec KM – Sąd – Dworzec PKP – Paruszowiec – Piaski – Gotartowice – Ligocka Kuźnia – Ligota – Bazylika – Dworzec KM |
| 18    | Dworzec KM – Plac Wolności – Dworzec PKP – Bazylika – Paruszowiec – Kamień – Leszczyny – Książenice – Kamień – Paruszowiec – Piasta – Plac Wolności – Dworzec KM |
| 19    | Dworzec KM – Plac Wolności – Dworzec PKP – Bazylika – Paruszowiec – Kamień – Książenice – Kamień – Paruszowiec – Piasta – Plac Wolności – Dworzec KM |
| 22    | Dworzec KM – Plac Wolności – Meksyk – Chwałowice – Radziejów – Popielów – Niedobczyce – Zamysłów – Dworzec Kolejowy – Plac Wolności – Dworzec KM |
| 23    | Kąpielisko Ruda – Bazylika – Meksyk – Chwałowice – Radziejów – Popielów – Rymer - Niedobczyce – Niewiadom – Buzowice – Rydułtowy Kopalnia |
| 24    | Meksyk Kolejowa – Plac Wolności – Orzep. Szpital – Zebrzydowice – Niedobczyce – Niewiadom Ignacy – Niewiadom Morcinka |
| 26    | Jejkowice Centrum – Zebrzydowice – Nowiny – Sąd – Dworzec Kolejowy – Plac Wolności – Kąpielisko – Wielopole – Ryb. Kuźnia Osiedle – Ryb. Kuźnia Chłodnie II |
| 27    | Lyski Rondo – Gaszowice – Szczerbice – Jejkowice – Zebrzydowice – Nowiny – Dworzec KM – Sąd – Chwałowice Pętla |
| 28    | Rydułtowy Rynek – Piece – Gaszowice – Szczerbice – Jejkowice – Zebrzydowice – Nowiny – Sąd – Dworzec PKP – Paruszowiec |
| 29    | Rydułtowy Rynek – Czernica – Łuków – Gaszowice – Szczerbice – Jejkowice – Zebrzydowice – Nowiny – Sąd – Meksyk – Chwałowice Pętla |
| 30    | Kąpielisko Ruda – Plac Wolności – Meksyk – Brzeziny – Chwałowice – Jankowice – Jankowice G.S. |
| 32    | Grabownia Olszowiec – Golejów – Wielopole – Plac Wolności – Meksyk – Chwałowice – Jankowice – Boguszowice Pętla |
| 33    | Orzepowice Szpital – Nowiny – Smolna – Sąd – Meksyk - Chwałowice - Jankowice - Świerklany Górne – Świerklany Szyb |
| 34    | Śródmieście – M. Nowiny – R. Kuźnia – Golejów – Ochojec – Wilcza |
| 36    | Lyski Rondo – Sumina – Gaszowice Las – Szczerbice Kaplica – Jejkowice Sumińska – Jejkowice Centrum – Zebrzydowice – Nowiny – Sąd – Chwałowice Pętla |
| 41    | Chwałowice Pętla – Meksyk – Dworzec PKP – Plac Wolności – Wawok – Orzepowice – Rybnicka Kuźnia – Wielopole – Plac Wolności – Meksyk – Chwałowice Pętla |
| 43    | Chwałowice Pętla – Meksyk – Sąd – Smolna – Nowiny – Dworzec KM – Kampus – Kąpielisko Ruda – Orzepowice Rondo – Chwałęcice – Stodoły – Rudy |
| 45    | Lyski Rondo – Zwonowice – Chwałęcice – Orzepowice – Nowiny – Dworzec KM – Dworzec PKP – Bazylika – Ligota – Gotartowice – Boguszowice – Kłokocin Pętla |
| 46    | WARIANT I – Orzepowice Borki – Szpital – Nowiny – Dworzec PKP – Bazylika – Ligota – Raszowiec – Boguszowice Sztolniowa – Boguszowice Pętla WARIANT II – Dworzec KM – Nowiny – Dworzec PKP – Bazylika – Ligota – Raszowiec – Boguszowice Sztolniowa – Boguszowice Pętla    |

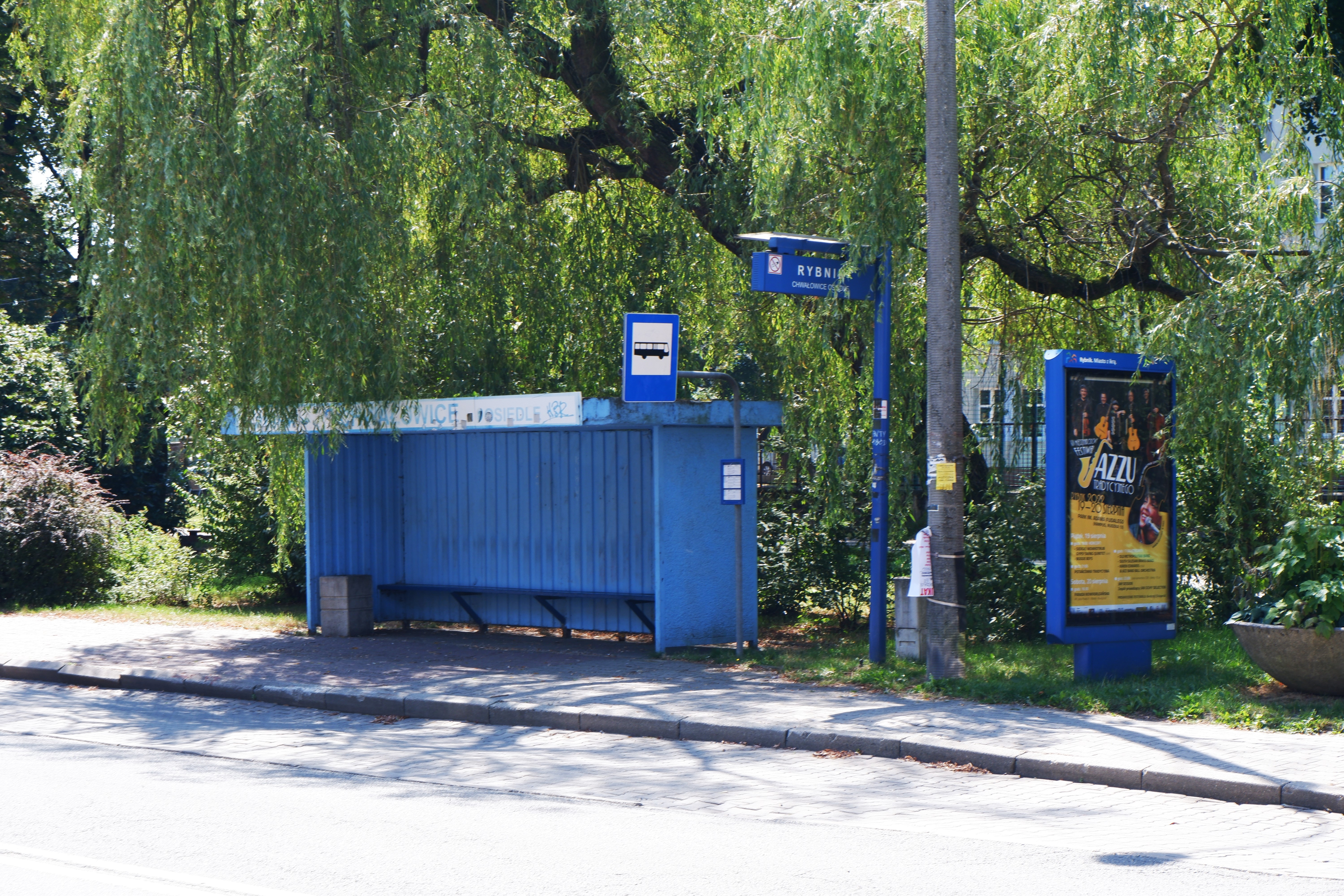
Przystanek rybnickiej komunikacji miejskiej w typowym malowaniu

| 46A   | Śródmieście – Meksyk – Boguszowice |
| 48    | Ryb. Kuźnia – Nowiny – Smolna – Sąd – Dworzec Kolejowy – Ligota – Gotartowice – Boguszowice |
| 49    | Rybnicka Kuźnia CHłodnie II – Kuźnia Elektrownia – Wielopole – Kąpielisko Ruda – Plac Wolności – Meksyk – Brzeziny - Boguszowice – Boguszowice Pętla |
| 51    | Dworzec KM – Sąd – Dworzec Kolejowy – Bazylika – Ligota – Ligocka Kuźnia – Gotartowice – Piaski – Paruszowiec – Bazylika – Sąd – Dworzec KM |
| 52    | Dworzec KM – Nowiny – Smolna – Dworzec Kolejowy – Bazylika – Ligota – Gotartowice – Żory Bajerówka |
| A     | Zamysłów – Smolna – Sąd – Nowiny – Dworzec – Cmentarz – Wawok |
| L1    | Lyski – Pstrążna – Żytna – Raszczyce |
| L2    | Lyski – Bogunice – Adamowice – Raszczyce |

### Legenda
| Linia | Rodzaj                                                   |
| 0 0#  | Linie zwykłe strefy 0. Obejmuje tylko Miasto Rybnik.     |
| 0 0#  | Linie zwykłe strefy 1.                                   |
| 0 0#  | Linie dojazdowe strefy 1                                 |
| 0 0#  | Linie minibusowe.                                        |
| N#    | Linie nocne – oznaczenie rozpoczynające się od litery N. |

## Przewoźnicy
- KMR (Komunikacja Miejska Rybnik)
- Transgór Rybnik S.A (dawniej)
- Kłosok Żory
- Firma Przewozowa Mikrus Żory

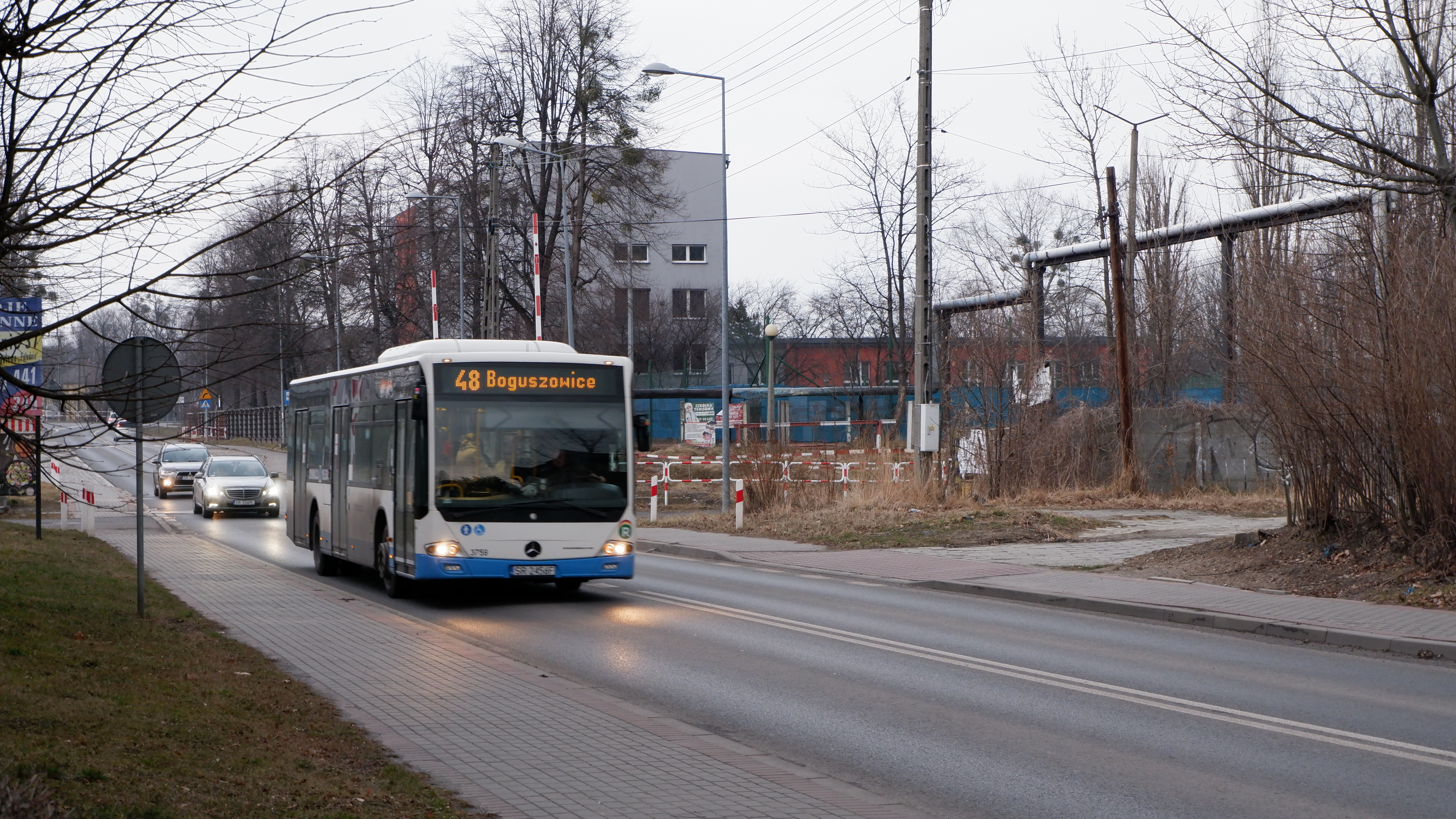
Autobus Transgór Rybnik w dzielnicy Boguszowice na linii nr 48

- PKS Rybnik (dawniej, przedsiębiorstwo zlikwidowane w 2015; było drugim co do wielkości przewoźnikiem rybnickiej komunikacji miejskiej z siedzibą przy ulicy Jankowickiej 7 i 33 autobusami eksploatowanymi w komunikacji miejskiej: 6 MAN NG 272, 5 MAN NL 202, 1 MAN NL 222, 3 MAN SG 242, 4 Mercedes O530, 14 Jelcz 120M/3)
- Dolnośląskie Linie Autobusowe (dawniej)
- VBus Żory (dawniej)